# 給食
給食（きゅうしょく）とは、特定多数人に対して専門の施設（給食センターや給食室）を用いて組織的・継続的に食事を提供するもの。また、喫食者（食べる人）側からは「給食」とはその継続的に提供される食事のことを指すことになる。

## 概説
一般には、教育機関（幼稚園・小学校・中学校など）、福祉施設（保育所、児童養護施設、老人ホームなど）、工場あるいは病院、寄宿舎、軍隊、刑務所などで一定の特定多数人のために食事を供すること、あるいはその食事そのものである。一般の飲食店のように不特定多数に食事を提供するものは「給食」ではないとされる。高齢化社会において高齢者へ給食センターを活用しながら、配達から回収まで「給食」「配給」するという自治体も存在している。
給食は一般に、調理作業の能率化、調理場施設における衛生管理や栄養管理が行われている。その反面、集団給食では献立を自由に選択することが難しくなるといった欠点もあり、嗜好調査などの調査が実施されることがある。また、現在ではカフェテリア方式なども普及している。

## 起源
日本語の「給食」は、古代日本の律令制における高等教育・官人育成を目的とした大学寮の設置に遡る。大学寮の学生は直曹と呼ばれる学舎兼学生寮に住むこととなっており、大学寮から学生に対して給付した食事を給食と称した。
なおこの給食の財源は勧学田と呼ばれる田地からの収入で行われたが、後に荒廃したために給食の支給は行われなくなった。これに対して有力な貴族は大学別曹を設置して一族の学生を住まわせて給食を支給して大学寮に通わせた。給食が有る、無いという差により、大学寮からの給食を受けられなくなった他氏の学生は減少し、大学別曹からの給食を支給された貴族の一族の学生ばかりが大学寮の学生の地位を占めて官人に任官されるようになってしまった。有力貴族の子弟にばかり給食が支給され、そうでない貧しい親の子には給食が支給されないことが平安時代中期以後の官職・貴族身分の特定氏族による独占、官職の私物化の原因となった。つまり貧しい家庭の子どもにも給食が支給されることは、いわゆる"生まれによる不平等"を減らす効果がある。
日本での給食（食事の提供）の歴史は、平城京での宮廷人に対するもの、東大寺大仏殿建立の際の人夫への給食、鎌倉時代の僧院におけるもの（道元『典座教訓』『赴粥飯法』）、江戸時代の小石川養生所での貧困患者に対して行われたものなどについて記録がある。なお、組織的に行われた給食は明治時代の紡績工場や軍隊での給食からであるともいわれ、1872年（明治5年）に官営富岡製糸場において給食が導入された。
学校給食、病院給食、事業所給食それぞれの歴史については各節を参照。

## 給食の分類

### 対象者による分類
給食は対象者（学校、病院、老人福祉施設、児童福祉施設、社会福祉施設等）によって分類される。学校給食、病院給食、事業所給食など。事業所給食には寄宿舎給食や研修所給食も含まれる。

### 給食回数による分類
給食は1日の給食の回数によって1食制、2食制、3食制などに分けられる（このほかに残業食などもある）。
1食制（1回食）
通常1回の場合には昼食のみであることが多い。多くの学校給食は1食制である。
2食制（2回食）
給食が朝・昼あるいは朝・夕のもの。寄宿舎給食などは一般的に朝・夕の2回食である。
3食制（3回食）
給食が朝・昼・夕とあるもの。研修所給食などは一般的に3回食である。
4食制（4回食）
給食が朝・昼・夕・夜とあるもの。

### 運営方式による分類
直営方式
対象集団の組織（会社の事業主等）が企業経営の一環として直接、給食業務を運営・管理する方式。企業が小規模の場合には人件費その他のコストが高くなるという欠点がある。
準直営方式
給食部門のみを別会社として独立させ、その会社に給食業務を運営・管理させる方式。
外部委託方式
事業主が委託した給食業者が給食業務の全部または一部（調理・配膳・食器洗浄）を運営・管理する方式。
協同組合方式
協同組合の形態によるもの。組合センター方式ともいう。

### 供食形態による分類
定食方式
単一献立方式
一食ずつ一種類の定食のみを献立とする方式。多くの学校給食は単一献立方式である。
複数献立方式
複数の定食の種類の中から選択できる方式。
カフェテリア方式
主食・主菜・副菜・汁物・デザートから自由に料理を選択できる方式。日本では1970年代に導入され始めた方式である。
フードコート方式
中央のスペースに複数のファーストフード店が出店し共有の座席を設ける方式。
ブランドコンセプト方式
外食産業を営む1社が1か所に複数のブランドを出店して運営する方式。
弁当方式
弁当を発送する方式。

### 配膳配食による分類
セルフ方式
喫食者が配膳及び下膳をすべて行う形態。
ハーフセルフ方式
喫食者が配膳のみ行い従業員が下膳する形態。
フルサービス方式
従業員が配膳及び下膳のすべてを行う形態。
なお、配膳配食の形式については、より具体的には学校給食、病院給食、事業所給食ごとにそれぞれ異なった分類法がある。

## 給食の管理

### 栄養の管理
給食対象者個人の栄養状態を把握した上で、給与栄養目標量の設定や予定献立の作成が行われる。

### 給食の実施
食材の購入・調理・保存がなされて給食が実施される。

#### 食器の選定
給食用食器の素材には各種のものがある。
アルマイト（あるいはシュウ酸アルマイト）
軽く収納しやすいなど長所もあるが、熱伝導性が高く熱い物を入れると器が高温になり持つことや口にすることが困難となり、また、内容物が冷めやすいといった欠点もある。さらに、作業時の騒音もうるさいという欠点がある。従来は学校給食で多く用いられていた。
陶磁器
清潔感があるという長所がある一方、破損しやすいという欠点があり給食ではあまり使用されていない。
強化磁器
陶磁器よりは破損しにくいが、やや高価であるとされる。近年、使用例が増加している。ただ、作業性の点で重いといった欠点がある。
メラミン樹脂
陶磁器に近い質感を持っており、多くの給食施設で採用されている。
ポリエチレンナフタレート（PEN）
持ちやすく保温力もある。
ポリプロピレン樹脂（PP）
持ちやすく保温力もある。また、軽いため作業性が高いという長所があり、学校給食で多く採用されている。
ポリカーボネート樹脂（ポリカ）
学校給食などで使用されたが内分泌攪乱化学物質（いわゆる環境ホルモン）の流出への疑問から減少傾向にある。
耐熱ABS樹脂
持ちやすく保温力もある。漆器代用食器として汁椀などに利用される。
繊維強化プラスチック（FRP）
トレーに利用される。

#### 栄養教育
給食には喫食の対象者を生活習慣病から予防したりあるいは病気を治療する上で望ましい食習慣を形成するための教材という意味もある。カフェテリア方式の給食において食事における自己管理能力の向上に資するよう栄養表示や栄養に関する情報を提供することなどもこれに含まれる。

#### 廃棄物処理
給食は、残飯、廃油などを出すが、これを産業廃棄物として処理するのではなく、資源として再利用する動きが広がっている。
残飯は、飼料として使われる例もある。
食用油などの廃油は、バイオディーゼル燃料 (BDF) へ利用される（例として、栃木県小山市と神奈川県 大和市を挙げる）。

### 給食の評価
給食の実施後には喫食者あるいは提供する側による評価がなされる（検食も参照）。

## 学校給食
学校で供される給食を学校給食という。英語ではSchool meal、school lunch（スクールランチ）、School dinnerなどと言う。また、ドイツ語ではSchulspeisungという。なお、国によっては半日制の学校教育が一般的な場合もあり、その場合は学校給食が制度化されていないことがある。

### アジア

#### 日本における学校給食
1889年（明治22年）、山形県鶴岡市の各寺院の和尚達が、恵まれない家庭の子供達のため、寺の中に学校（私立忠愛小学校）を作り弁当を出したことが、日本の学校給食の発祥といわれる。その後各地に普及したが、戦争の影響で中断し、1947年（昭和22年）1月に再開された。
公立学校では基本的に幼稚園から中学校までが一般的で、ほかに定時制（主に夜間）や、広域通信制（主にスクーリング）高等学校で給食が提供されている。特別支援学校では幼稚部から高等部までの全学年で給食が提供されているため、高等部を単独で設置する高等支援学校でも給食が実施されている。近年では、一部の全日制高等学校においても給食を実施する例がある（ただし、全日制高等学校などでの給食は学校給食法上の「学校給食」ではない）。

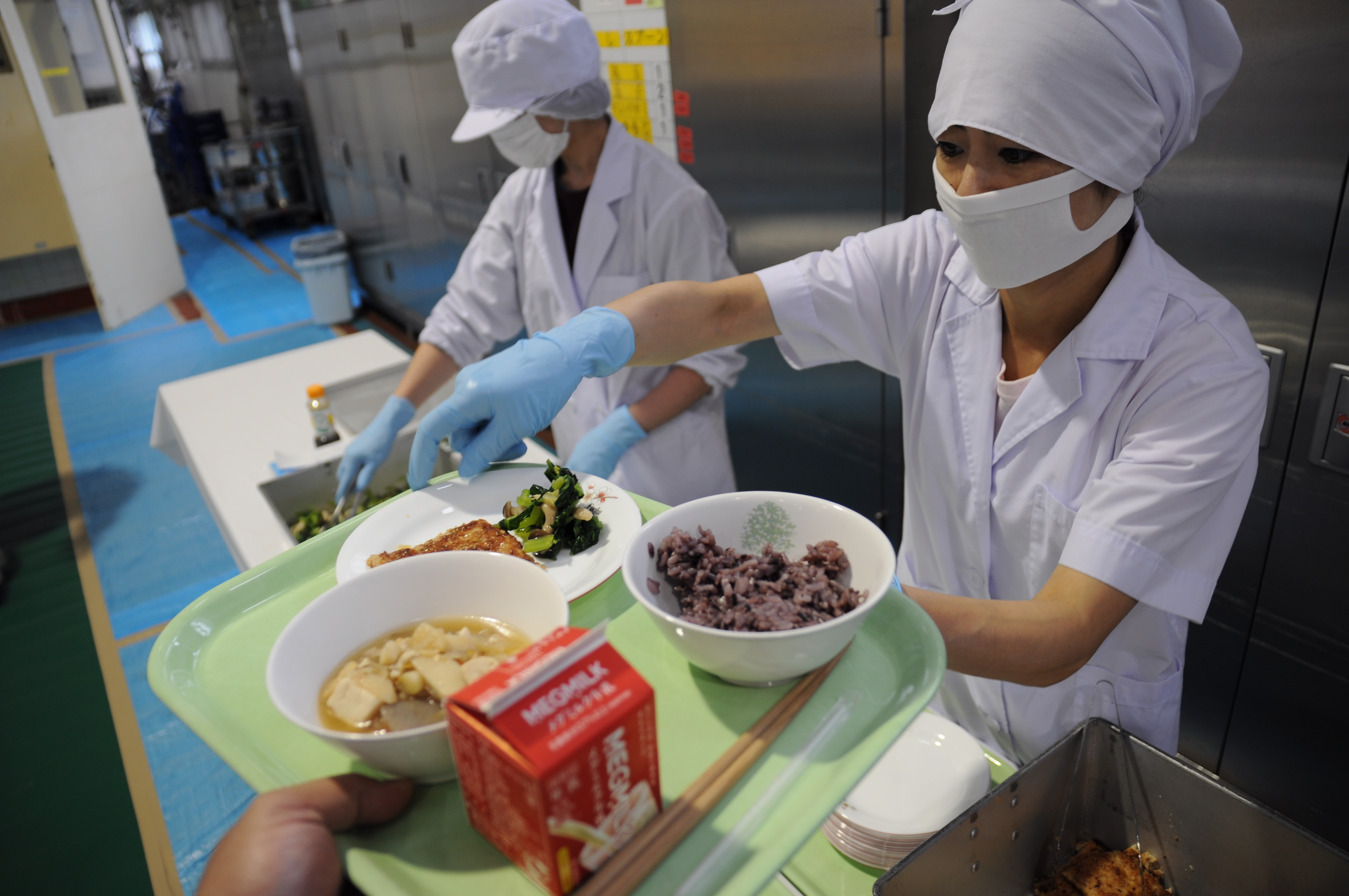
学校給食の配膳風景（東京都府中市）（2009年10月24日）
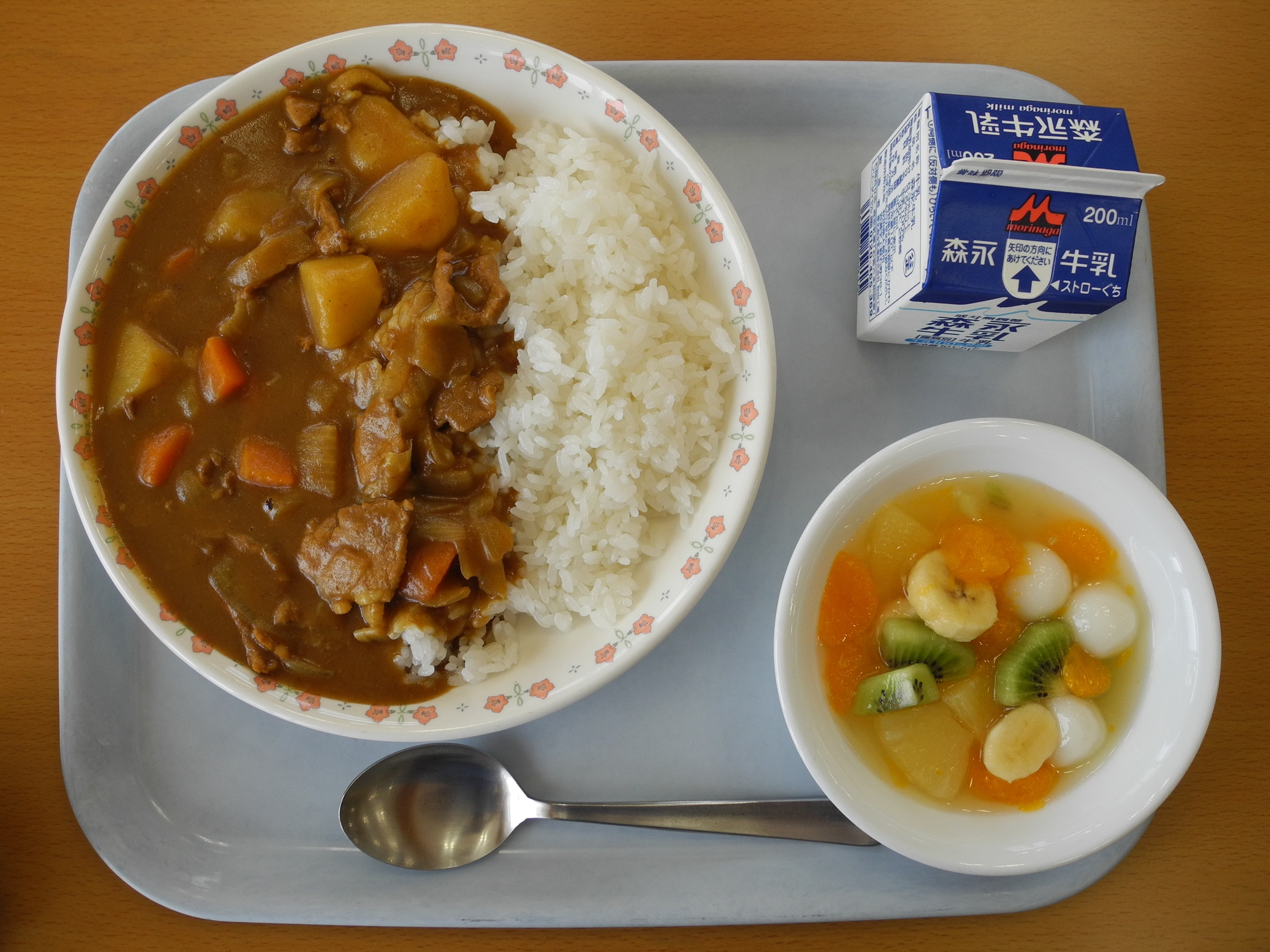
日本の学校給食　カレーライス、フルーツサラダ、牛乳（2011年）
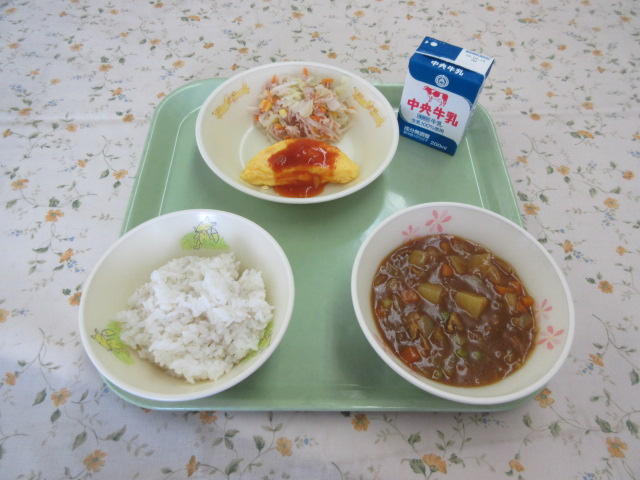
日本の学校給食　白米、オムレツ、サラダ、シチュー、牛乳（愛知県半田市 2018年）
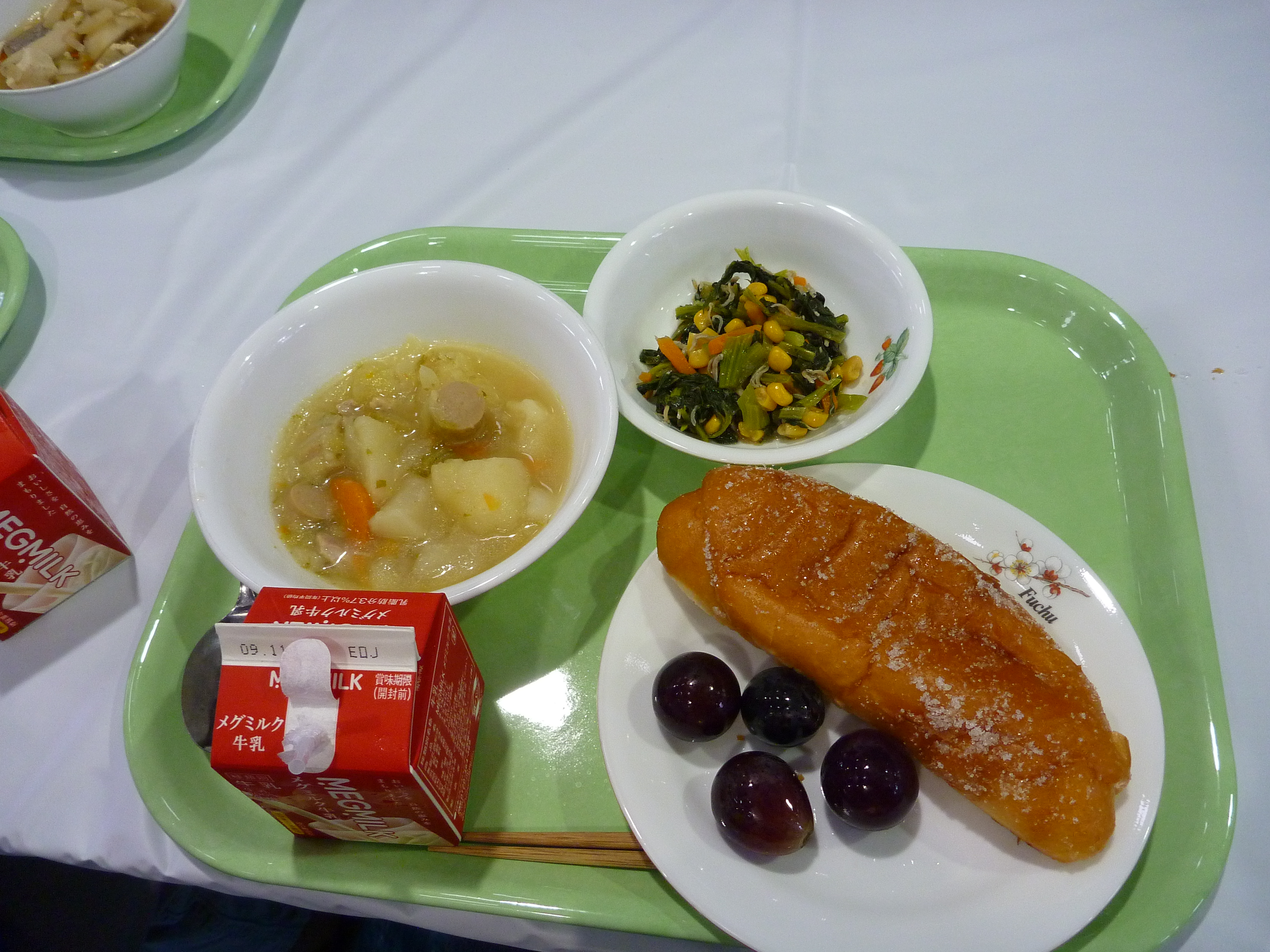
日本の学校給食（東京都府中市2009年）

#### 中国における学校給食
中国における大学の食堂は、政府から補助金も受け取っており、市場価格よりも安く提供されている。また、中国は総人口の約2%をイスラム教徒が占めるため、豚肉やイスラーム以外の方法で処理された鳥獣肉を一切置かない、清真食堂が大学の食堂にも併設されている。2007年の物価高騰による食材コストの増加が、学校給食へも影響を与えている。
- フリーライドの防止と、提供しても利益が出ないことから、部外者の利用制限[26]（食費を浮かすために、安い大学の食堂へ他大学の学生が食べに行ったり[27]、卒業生が食堂を利用していた[25]）を行う動きがある。
- コスト削減のために、農家との食材の直接契約[25]をする動きがある。

#### 韓国における学校給食
韓国の学校給食は1908年に梨花学堂が端緒であるが、本格的な学校給食はユニセフが戦後の1953年に朝鮮戦争後の困窮児童のために行った。1981年に学校給食法が成立すると、1998年までにほぼすべての初等学校で普及した。1998年から1999年にかけて高等学校に導入され、その後に中等学校に導入された。保護者の給食費負担額は平均で5万ウォン程度。

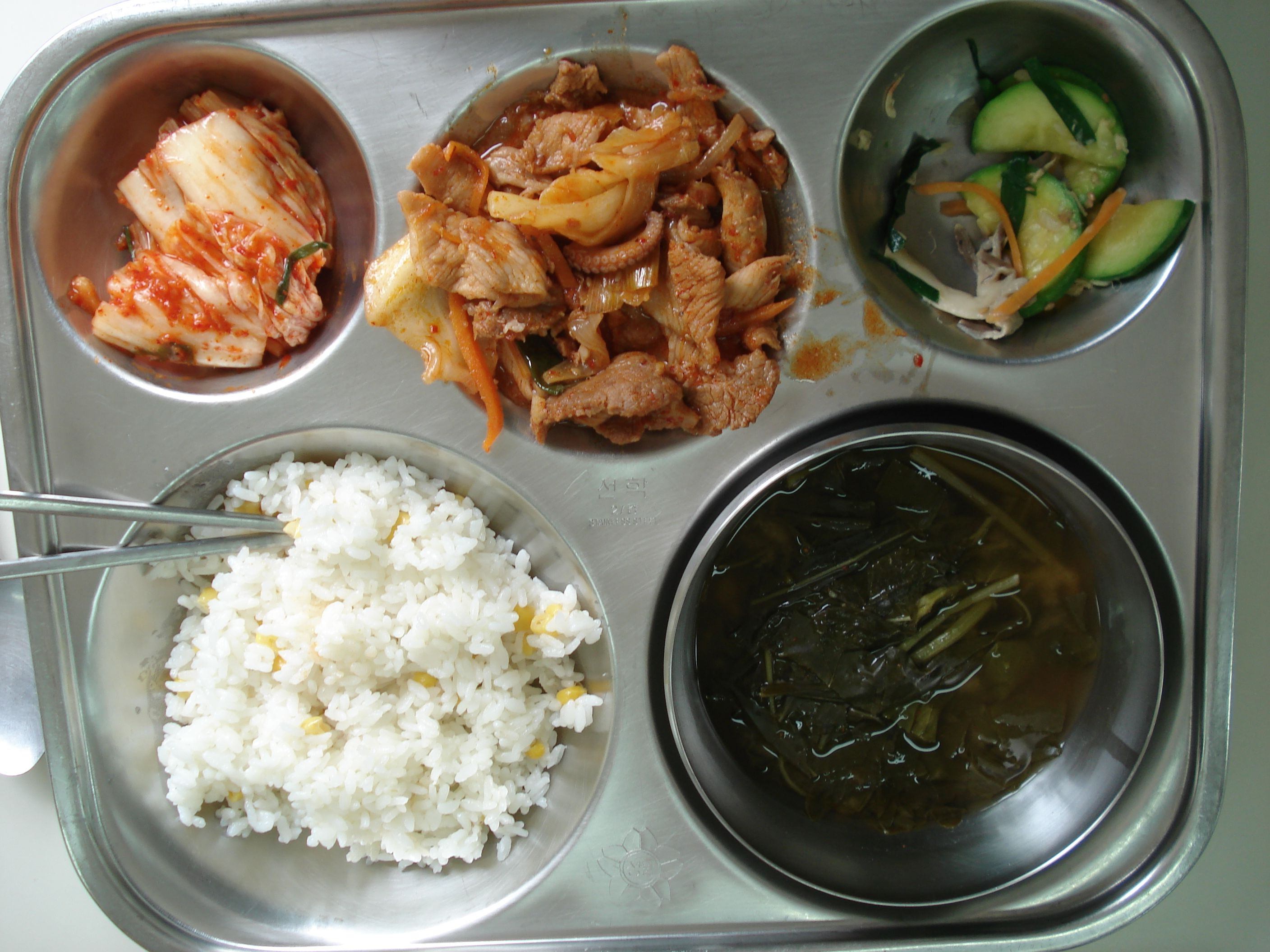
韓国の学校給食

#### インドにおける学校給食
給食制度自体は、1930年以来、フランス植民地のポンディシェリ連邦直轄領の頃から継続して行われている。1960年代初頭にはタミル・ナードゥ州に導入された。2001年には、最高裁判所が国内の全ての公立学校に通う13歳以下の子供全員に無料で昼食を義務付ける決定を行い。インドのNGO「アクシャヤ・パトラ財団」と政府と連携して給食を提供している。

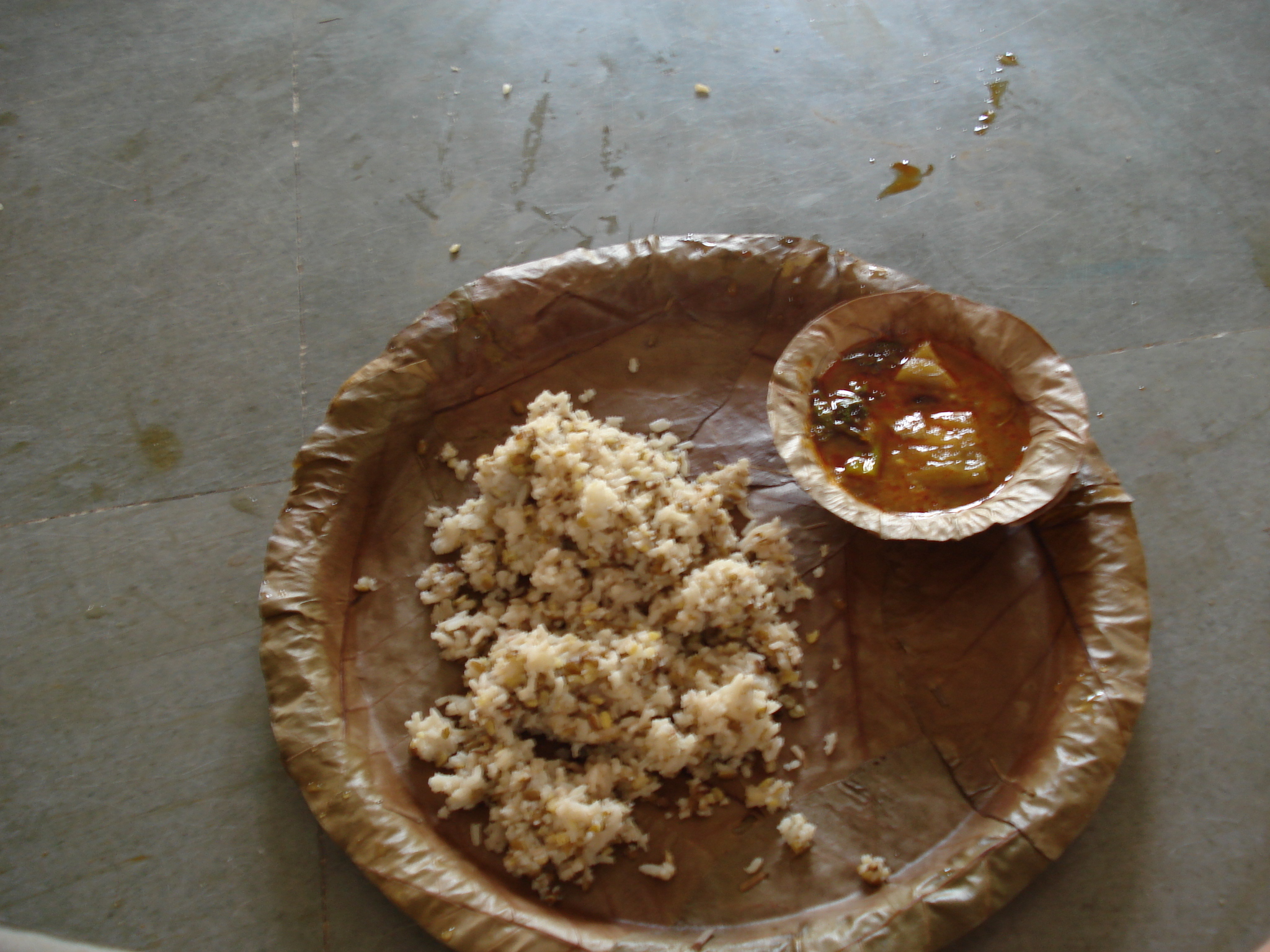
アフマダーバードの学校給食（2008）
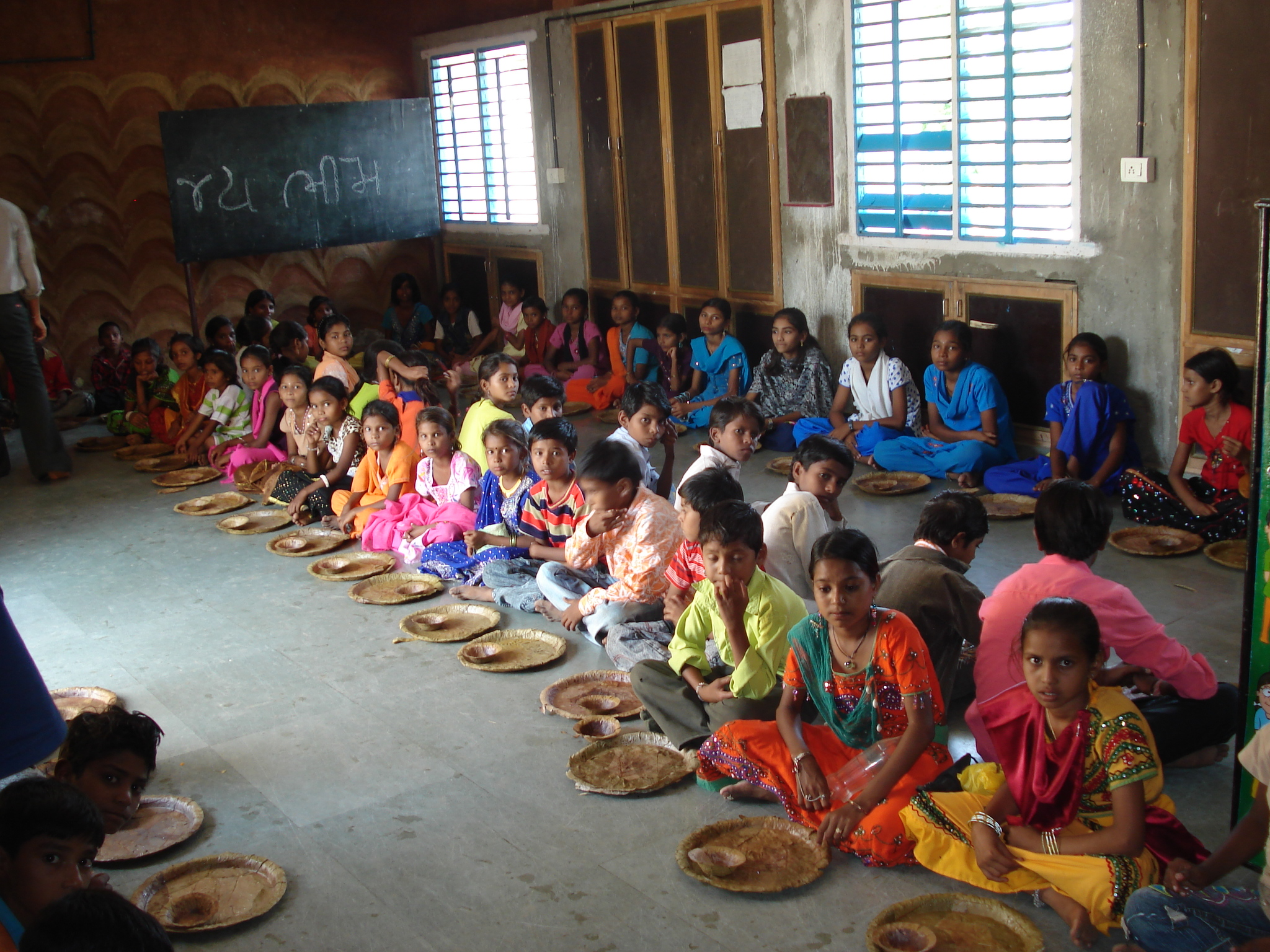
給食を食べる光景（アフマダーバード2008年）

### ヨーロッパにおける学校給食
学校給食の発祥は、1796年にドイツのミュンヘンで貧困学童に対して労働者の簡易食堂で食事を提供したことが始まりとされる。ヨーロッパではすべての児童に一斉に学校給食が提供される例は少なく、保護者が学校給食の利用を選択したり家庭で食事が準備できない児童が利用できる制度の場合が多い。
イギリス
イギリスの小学校では学校によって、決定された献立を提供する方式の学校やカフェテリア方式の学校など様々である。学校給食をとるのは義務ではなく食事を持参してもよいとされている。イギリスでは教員と給食スタッフが区別されており、昼食時には教員は休憩をとり、給食は給食スタッフや補助職員が担当している。
イタリア
イタリアの小学校の多くは学校の敷地内に農園があり野菜が栽培されている。イタリアでは給食の盛り付け、配膳、片づけを給食スタッフが行っている。
スロバキア
スロバキアでは国によって学校給食の詳細な規定が設けられており、料理は温めなおさず、料理ができあがってから2時間以内に提供するなどの決まりがある。
ドイツ
ドイツでは州の教育指針等で決定されているが、首都ベルリンの小学校には学校給食はなく帰宅して食事を取るのが一般的であり、家で昼食を準備できない児童に対して学童保育として給食が提供されている。
ハンガリー
ハンガリーでは小規模な都市では自校式の施設で給食が調理されているが、大都市ではケータリングで給食が実施されることが多くなっている。ハンガリーの小学校でも児童は食事を持参するか給食（有料）をとり、朝食、昼食、午後3時頃の午後食の提供を希望することができる。
フランス
フランスの小学校では家で昼食をとることができない児童に対して有料で給食が提供されている。
ポーランド
ポーランドの小学校では児童は食事を持参するか給食（有料）をとるが、ポーランドでは伝統的に食事を1日4回に分けてとる習慣があるため朝10時半から11時と昼の1時から2時頃に食事の時間が設けられている。

### アメリカ合衆国における学校給食

恒久的な学校給食制度のある州
過去に臨時の学校給食制度のあった州
学校給食制度の普及してない州

アメリカ合衆国の学校給食では、1930年代より余剰作物の有効活用として学校給食の援助がスタート。年々参加校を増やし、1946年には学校給食法が制定され、公立私立問わず高等学校までの全ての学校での給食がスタートした。アメリカの学校給食法の目的には、子供たちの福利厚生を目的としたものとしている一方、農産物の消費拡大の一文が添えられているなど農業国独特の側面も窺わせる。
給食費は有料であるが、給食を全部または一部の納入を拒否して自前のランチ（弁当）を持参することもできる。保護者が低所得者である場合には、給食費は免除される。
昼食場所は、都市部を中心に下校や外食を認めている学校もあるが、多くは校内のランチルームで行われる。宗教や信条的な理由から生徒が自由に複数のメニューから主食、副食を選ぶことができるよう配慮されている。外食産業の学校給食への進出も盛んで、宅配ピザのチェーン店が学校にピザを供給している例も見られる。

献立は、近年まで必須カロリーをいかに補給させるかが課題とされてきたが、2000年代頃から生徒の肥満傾向が著しくなってきたこともあり、栄養のバランスなども考慮されるようになった。政府は2012年から規定を改定し、カロリーや特定成分の過剰摂取を制限する一方、野菜や果物などの摂取を義務付けた。例えば、スパゲティとミートボールにガーリックブレッドといった組み合わせの給食メニューは、穀物類が多すぎるという理由で禁止された。

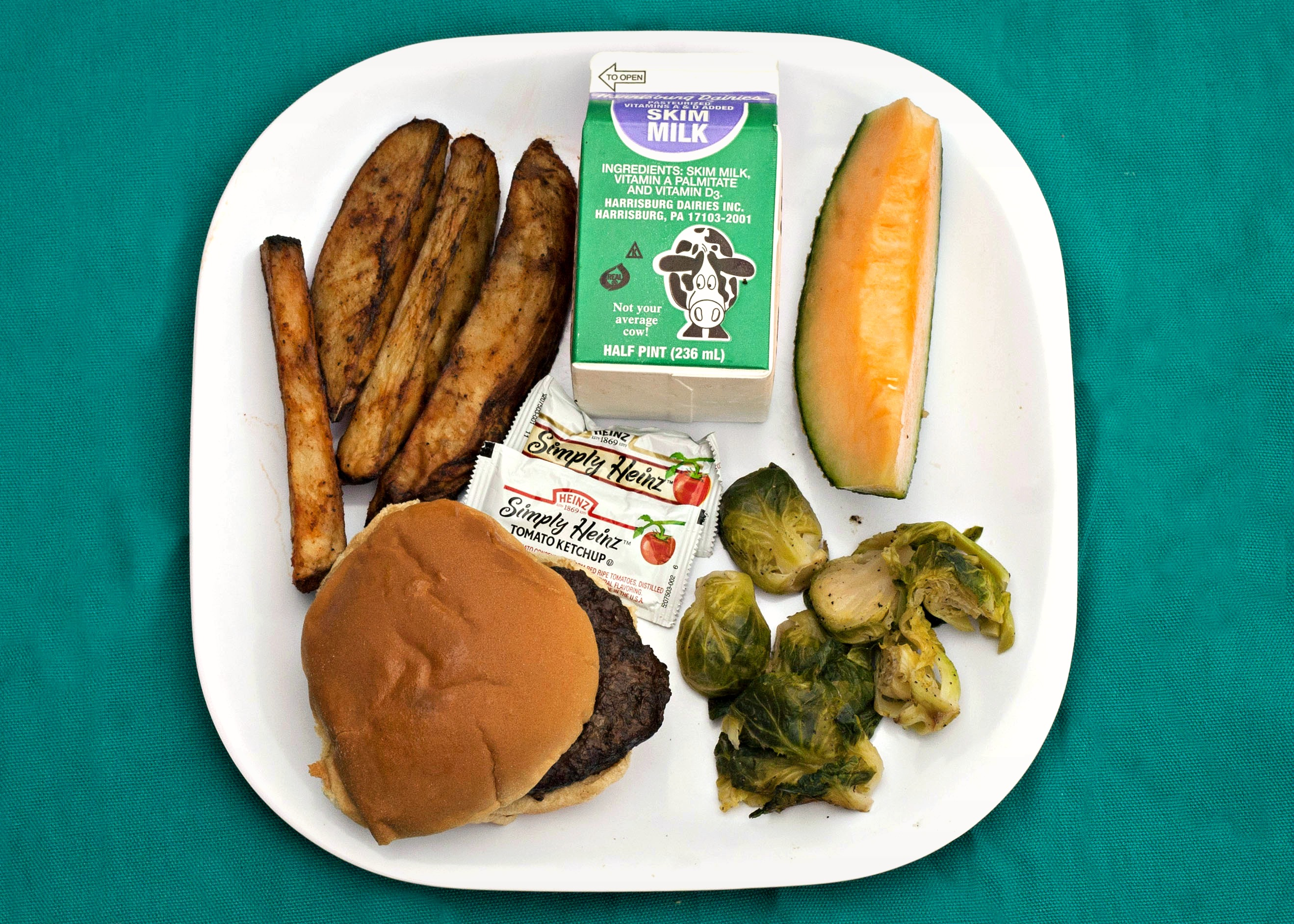
ワシントンD.C. の公立学校での給食（2012年10月9日）
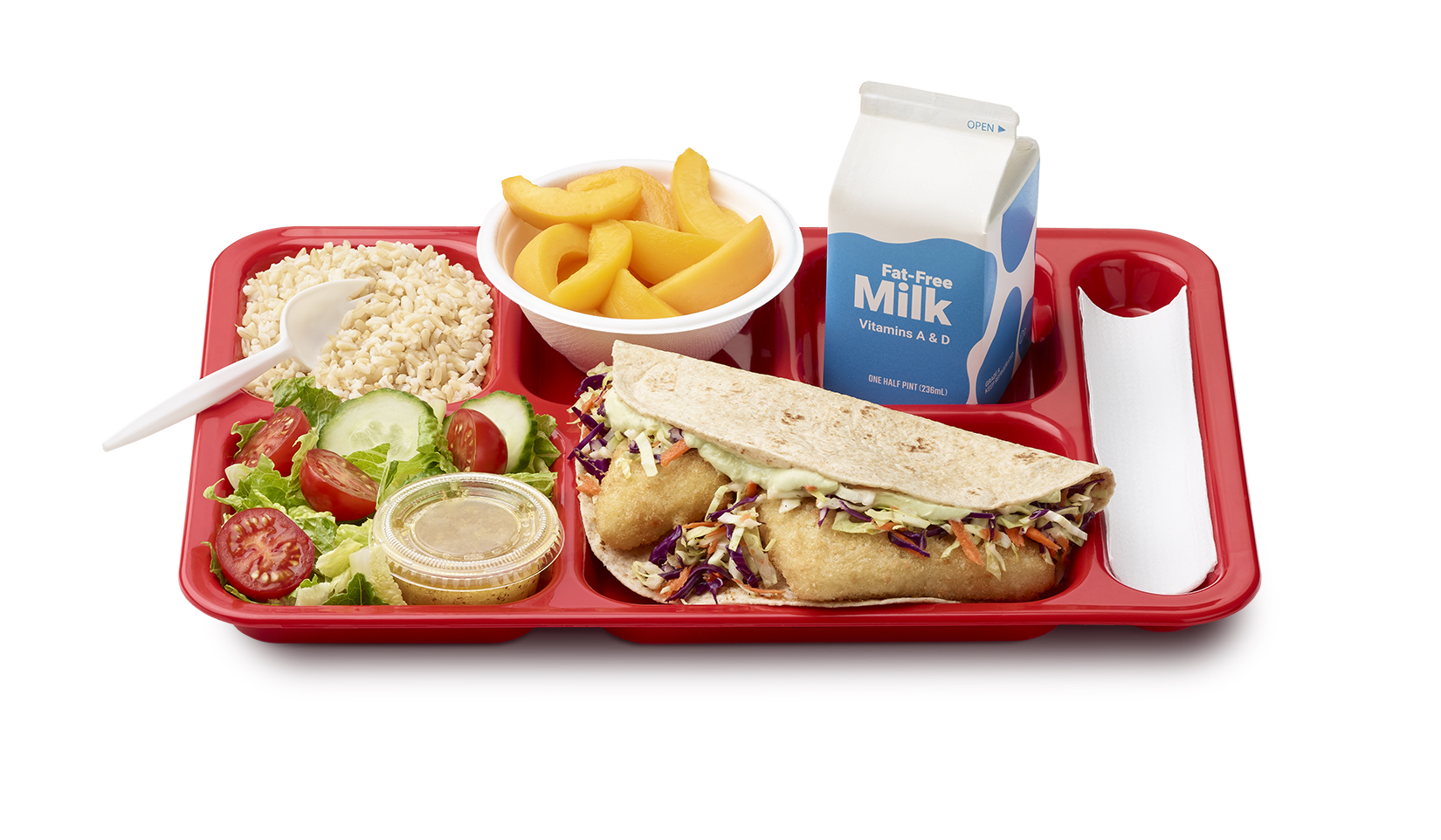
メイン州の学校給食（2023年）
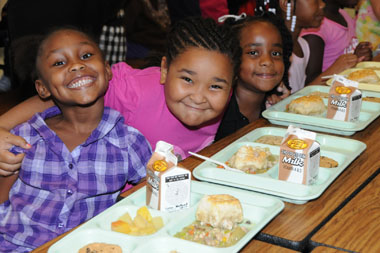
米国ジョージア州ニュートン郡の学校で給食を食べる児童。（2010年6月1日）

### 発展途上国における学校給食

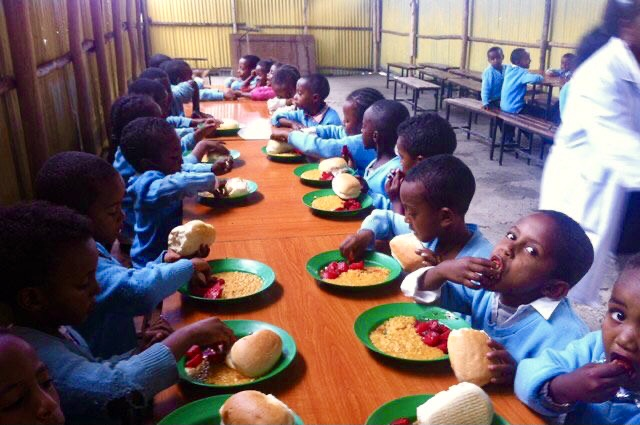
ナイジェリアの学校給食（2021年）

発展途上国においては、子どもが学校に行くことが困難な場合も多い。日々の食事が満足でない状況で、お弁当をもたせて学校に行かせるようなことが難しいからである。また発展途上国において子供は労働力でもあり厳しい生活を児童労働で埋めようとする家庭もあるとされ、給食は家計負担の軽減から結果的に子どもの就学も促される効果が期待されている。
そのため、国際連合世界食糧計画（WFP）では、学校での給食事業を行い、子どもの栄養不良を改善し、さらには親たちにも食事のために子供を学校へ行かせようと意識させ就学率を向上させている。
WFPでは女子の就学率、飢餓、栄養失調、寄生虫感染（薬を投与する機会になる）などの問題を給食の機会を利用して解決を図っている。食のレパートリーは決して豊富とはいい難いが、高カロリービスケットやビタミン・ミネラルなどの栄養を付加して栄養失調を防いでいる。また食材は地産地消を行うことで現地の農家の支援にもなっている。WFPの最終的な目標は支援がなくとも国が自立して給食のシステムを組み込めることである。
また、このような給食に対する支援活動を行っているのはWFPだけではない。例えばインドネシアでは、2024年に選出されたプラボウォ・スビアント大統領の公約のもと、児童を対象とした無償給食プログラムが2025年1月に開始された。2029年までに約8,300万人に給食を定期的に届けることを目標としており、プログラム初日には57万食が提供された。

## 病院給食

### 概要
病院で供される給食を病院給食といい、医療給食とも呼ばれる。病院給食は患者に対して食事療法が必要とされる場合や療養が長期にわたる場合に入院生活をより快適にするという役割を持つ。
病院においては、「食事療養」と呼ばれ、療養の給付の一つとして行われる。病気の症状に応じて、個々の患者ごとに食事の内容を変更する必要がある。そのため、細かな管理が必要となる。特に摂食制限やアレルゲンの除外などでは、非常に注意が払われており、栄養バランスと消化の良い、胃腸に負担の掛からないメニューが採用されている。内容は医師の治療に基いた献立計画を主に管理栄養士が作成して調理を行う。
その一方で、配膳に時間が掛かる・病院全体で一律のメニューしか出さない事から、長らくは「冷めてしまっていて美味しくない」や「食欲がそそられない」ともされ、胃腸への負担が掛からないように薄味であることもあって、あまり好意的には受け取られなかったが、近年では食生活の多様化や、医療もサービス業であるという考えもあって、集中調理でもカフェテリア方式を導入する・メニューを幾つかの種類を設けて選ばせる・配膳方法を改善するなどして、きめ細やかなメニューを温かいまま提供している病院もある。

### クックチルとセントラルキッチン
現在では人件費の削減を主な理由として、クックチル方式が普及し始めている。調理済みの食品を急速冷却してチルド状態で保管し、配膳の際に加熱するというものである。調理を食事の時間に合わせる必要がないため、集中的に調理を行うことで、より少ない人数での調理が可能となる。また調理直後に急速に冷却を行うことで、細菌の繁殖しやすい温度帯を速やかに通過させ、食中毒の発生を抑えるという効果がある。
クックチルにはチルド帯まで冷却された食事をスチームコンベクションオーブンなどで加温した上で適温配膳車を用いて配膳するクックチルと、チルド状態のまま盛り付けを行いヒーター等の熱源を内蔵した再加熱カート（病棟まで食事を運ぶ配膳車）で直接加温を行うニュークックチルがある。クックチルは従来の厨房に冷却と保管を行う設備を追加するだけで実現が可能だが、加温後の配膳となるため、配膳に時間がかかれば細菌の繁殖を許してしまうことになるので、ニュークックチルと比較すれば食中毒発生のリスクが高い。ニュークックチルでは導入コストは高くつくものの、食中毒発生のリスクや人件費をより低く抑えることができる。
特に一箇所で集中調理を行うセントラルキッチン方式はこのクックチルと相性がよく、セントラルキッチンで調理されチルド帯まで冷却された食事を各病院に必要数配送し、各病院で加熱と配膳を行えば、病院側で調理に必要な設備や人員を用意する必要もなくなり、大幅なコストダウンが可能になる。
またセントラルキッチン方式では、HACCPによる衛生管理を行うことで食中毒発生のリスクをより低減させることが可能というメリットもある。

### 分類
病院給食は配膳方式によって次のように分類される。
中央配膳方式
調理場で食事を一人分ずつ配膳して各病棟に運搬する方式。
病棟配膳方式
調理場から病棟へ運搬して病棟の配膳室で配膳する方式。
サテライトキッチン
患者の前で直接配膳する方式。
食堂配膳方式
食堂によるもの。

### 歴史
日本では1889年（明治11年）に内務省によって脚気の患者に対する病院給食が開始された。1902年には聖路加病院、1920年には慶應義塾大学病院で病院給食が導入されている。戦後、1948年の医療法公布により病院給食が制度的に確立された。
入院患者に提供される食事代は公定価格で原則1食640円。うち460円が患者負担で、残りは公的医療保険でまかなわれる。
2023年12月8日、厚生労働省は、社会保障審議会（厚生労働大臣の諮問機関）の部会などで案を示し、了承された。2024年度から30円引き上げられ、自己負担額は1食490円となる。病院給食の価格は1997年以来据え置かれてきており、改定は約25年ぶり。2024年6月の診療報酬改定に合わせて変更される見通し。

## 福祉施設における給食

### 老人福祉施設における給食
老人福祉施設における給食においては、利用者の特性から、特に食欲の低下、味覚・嗅覚の感受性の低下、咀嚼力の低下、摂食・嚥下機能の低下、消化・吸収能力の低下、胃腸の運動能力の低下、生体防御機能の低下などに考慮した献立作りが必要となる。
嚥下能力の低かったり噛むことの困難な入所者には今まではすりつぶした魚や、ほぐした魚が使われてきたが、見た目に食欲をそそるものではなかった。しかし骨をピンセット等で除去した後やわらかくなるように調理し、パックした製品が作られたことで、入所者が昔食べていたように魚を食べることができ、目にも美しいため楽しく食事ができるようになった。

### 児童福祉施設における給食
福祉施設である保育所においては、昼食とおやつが給食されている。

## 事業所給食

### 概要
事業所給食は労働者を対象にオフィス・工場・寄宿舎等で供される給食である。社内での給食については社員食堂も参照。

### 分類

#### 対象による分類
オフィス給食
事務系の労働者を対象とする給食で通常は昼食のみの一回食である。
工場給食
生産製造等を担う労働者を対象とする給食で勤務帯に応じて朝・昼・夕・深夜に給食が設定される。
寄宿舎給食
寄宿舎における給食で通常は朝と夕の二回食である。
研修所給食
研修所における給食で通常は朝・昼・夕の三回食である。

#### 供食形態による分類
事業所給食は食堂配膳方式と弁当方式にも分類される

### 歴史
日本の近代的な給食制度は紡績工場などから始まったとされ、1872年（明治5年）に官営富岡製糸場において給食が導入された。第二次世界大戦中は軍需工場で給食が行われた。戦後、工場給食は1955年頃から全国的に普及した。

## 軍隊における給食
世界的に軍隊の内部においては、勤務内容に応じて様々な形態の食事が隊員にあてがわれる。主に駐屯地・基地・艦艇ほか関連施設内における給食では、勤務や訓練で消費するカロリーをとにかく補給させるため、比較的ボリュームに富む場合がる。如何なる事態でも隊員の健康状態が重視される事から、調理器具や食器の洗浄など、衛生面における配慮は厳密に成されている。
しかし自衛隊の給食は近年格段に味が良くなっており、基地・駐屯地によってはレストラン並みの食事が支給される所もある。これは基地に所属する栄養士の関与が大きく影響し、基地・駐屯地ごとの差が大きい。海自、空自の場合は調理に当たる隊員は専門職であり、徹底的な調理の教育を受け実施している。海自では入港前日夜に「入港ぜんざい」として白玉入りぜんざいが出される。旧日本軍（陸海軍）ではこれらの給食を兵食（へいしょく）と称しており、日本陸軍では『軍隊調理法』といったレシピ集（マニュアル）によって炊事担当の兵が調理を行い提供されていた。一例として日本陸軍における兵食については軍隊調理法#兵食を参照。
また有事や演習では食事を悠長に楽しんでいられないことから、基礎訓練の段階では早食いを叩き込ませ、特にアメリカ海兵隊のブートキャンプでは、新兵は教官である練兵軍曹よりも後に食べ始め、且つ先に食べ終わらねばならず、私語も禁止とされる。その一方で、食事は隊員の大切なレクリエーションでもあるため、土曜日・日曜日などの特定の曜日や祝日・記念日には人気の特別メニューが組まれる場合も多い。アメリカ軍では給食が支給されるのは下士官兵のみで、自弁調達が基本である将校が給食を喫食するのは料金を支払った場合か、戦地では給食支給に限られる。自衛隊や旧日本軍においても無料で給食（兵食）が支給されるのは曹士（下士官兵）のうち基地・駐屯地内に住む営内者（営内居住者）であり、営外者（営外居住者）である幹部（将校准士官）、一部の曹士（下士官兵）、事務官等職員（軍属高等官）は自弁調達および有料支給である。

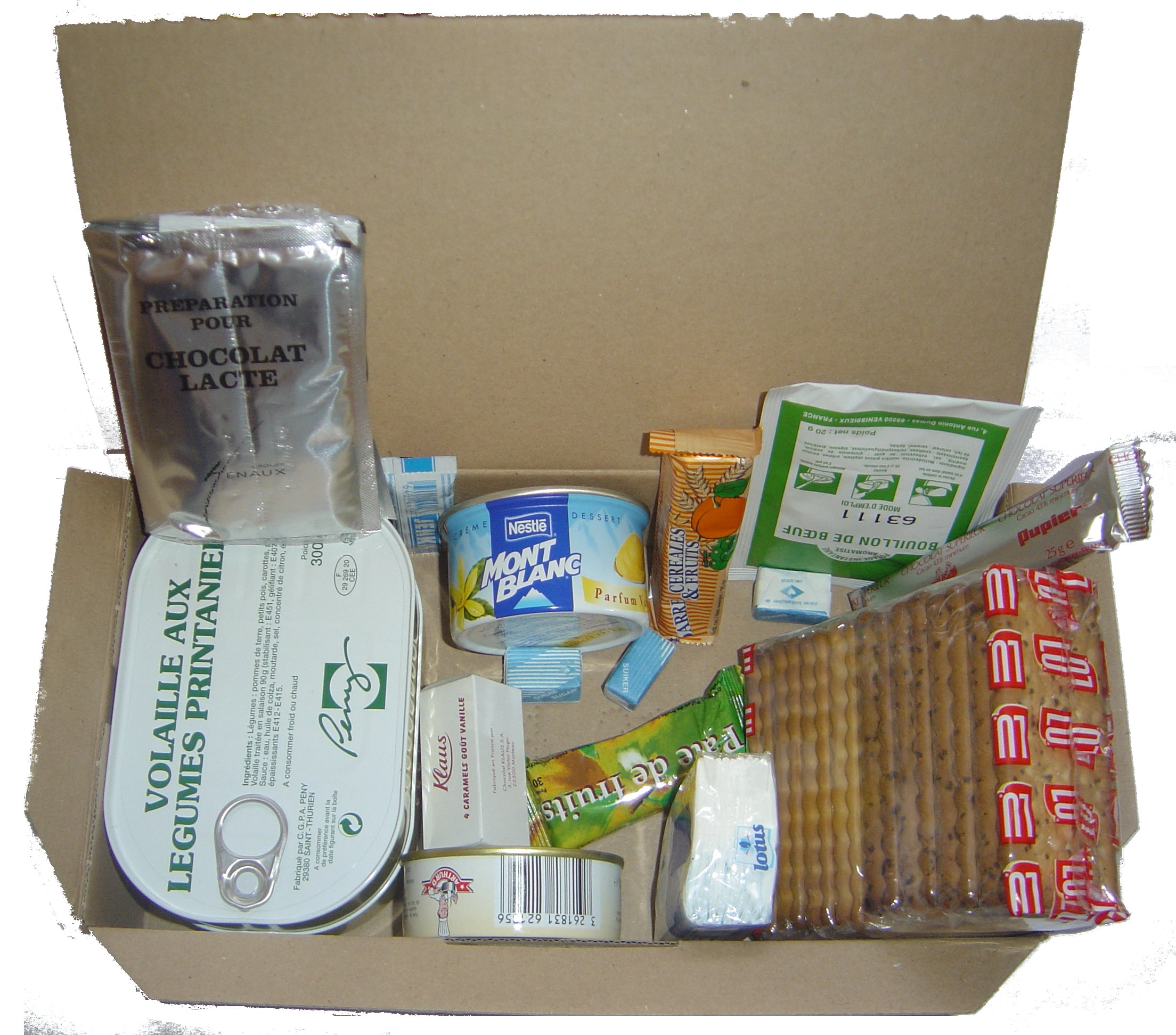
フランス陸軍のレーション（行動食）

また演習地や戦場といった野外では、後方で調理された給食が大型容器で部隊に配られたり、レーションと呼ばれる缶やレトルト入りの携行食が提供される。後者は屋外で手やスプーン・フォーク等の簡単な道具を用いて、高いカロリーを短時間で摂取できるよう配慮されている他、チョコレートや飴玉などの菓子類が付属している。これら菓子類は、カロリー摂取もさることながら、将兵の士気向上や気力の維持に役立つと考えられている。食事は戦闘で感じるストレスを緩和させる重要な娯楽でもあるため、これらの食事は見た目や味に逐一改良が加えられ、メニューも飽きないように増やされている。ただ、保存性や輸送の便が優先された結果として、見た目や風味などの要素が犠牲になっているレーションも見られないではない。たとえばアメリカ軍採用レーションは「兵士を飢えさせず健康を維持する」という機能性の面では合理的だが、常に改良を受けているとはいえ、風味の面での悪さが揶揄の対象になるほどである（MRE）。

## 刑事施設における給食
日本の刑務所では、所内の給食を刑務作業の一環として長らく自炊が行われてきた。しかしながら服役囚の高齢化などにより人材確保が困難となり、2015年度以降、加古川刑務所、岩国刑務所、高知刑務所を皮切りに民間委託が始まった。なお、拘置所でも同様に民間委託の給食が始まっている。
アメリカ合衆国（米国）の刑務所では、民間企業による給食が行われてきたが、2000年代に入ると次第に状況が悪化。刑務所によっては昼食の量が減るとともに、質もサンドイッチと小袋のチップスなどのように極端に悪化するようになった。